# Armoriale delle famiglie italiane (Ana-Ang)
Questo è l'armoriale delle famiglie italiane il cui cognome inizia con le lettere che vanno da Ana ad Ang.

## Armi

### Ana
| Stemma | Casato e blasonatura |
| ------ | --- |
|        | Anafesto o Anasesto (Padova, Venezia) (troncato d'azzurro, alla corona d'argento, e d'argento, al giglio d'azzurro) (citato in STBV) (immagine dello Stemmario reale di Baviera.) (la blasonatura non è stata ancora caricata) (citato in UNFE) Immagine nella Biblioteca Estense Universitaria (id. 5667). |
|        | Anania (Catanzaro) D'azzurro alla fascia d'oro accompagnata in capo da due stelle a sei punte d'oro ed in punta da un monte all'italiana di tre cime dello stesso e sostenente in punta una civetta al naturale in maestà e con la destra un leone del primo (citato in DAlena) D'azzurro alla fascia d'oro accompagnata in capo da due stelle a sei punte d'oro ed in punta da un monte all'italiana di tre cime dello stesso uscente dalla punta e sostenente con la vetta sinistra una civetta al naturale in maestà e con la destra un leone del primo (citato in BLCL) |
|        | Anania (Catanzaro) D'azzurro alla fascia d'oro accompagnata in capo da due stelle a 8 punte d'oro e in punta da un monte all'italiana di tre cime dello stesso (citato in DAlena e in BLCL) |
|        | Anastasi d'azzurro, al pastorale d'oro, posto in palo (citato in MONT – pag. 146) |
|        | Anastasi o Nastasi (Rometta, Messina) Titolo: barone di Acqua del Bosco, Pezzagrande d'azzurro, al pastorale d'oro posto in sbarra (citato in SPRE – Vol. I pag. 377) d'azzurro, al pastorale d'oro (citato in Mango e in NBSC) pastorale di oro posto in sbarra su azzurro (citato in LEOM) (Cenno storico in Famiglie nobili di Sicilia (archiviato dall'url originale l'11 febbraio 2018).) |
|        | Anastasi o Stradosi (Stafilo, Venezia) (la blasonatura non è stata ancora caricata) (citato in UNFE) Immagine nella Biblioteca Estense Universitaria (id. 6953). |
|        | Anastasii o Teodosii o Tradosi (Aquileia, Stafilo, Venezia) (la blasonatura non è stata ancora caricata) (citato in UNFE) Immagine nella Biblioteca Estense Universitaria (id. 5668). |
|        | Anastasio (Veneto) (di rosso, alla banda d'azzurro accostata da 6 stelle a otto raggi d'argento ordinate in due bande ai fianchi della pezza) (citato in STBV) (immagine dello Stemmario reale di Baviera.) |
|        | Anastasio (Veneto) (d'argento, allo scaglione d'azzurro) (citato in STBV) (immagine dello Stemmario reale di Baviera.) |
|        | Anastasio (Veneto) (di rosso, alla banda d'azzurro caricata di tre palle d'argento) (citato in STBV) (immagine dello Stemmario reale di Baviera.) |
|        | Anaxato (Eraclea, Venezia) (la blasonatura non è stata ancora caricata) (citato in UNFE) Immagine nella Biblioteca Estense Universitaria (id. 7176). |
|        | Anazagho (Veneto) (d'argento, a quattro branche di leone, uscenti a due a due dai due lati dello scudo) (citato in STBV) (immagine dello Stemmario reale di Baviera.) |

### Anb
| Stemma | Casato e blasonatura                                                                                         |
| ------ | --- |
|        | Anbuaxe (Veneto) (palato di rosso e d'argento) (citato in STBV) (immagine dello Stemmario reale di Baviera.) |

### Anc
| Stemma | Casato e blasonatura |
| ------ | --- |
|        | Ancecchi (Nocera Umbra) Titolo: Nobile (la blasonatura non è stata ancora caricata) (citato in DAlena) |
|        | Ancharoli (Venezia) (la blasonatura non è stata ancora caricata) (citato in UNFE) Immagine nella Biblioteca Estense Universitaria (id. 6962). |
|        | Anchioni (Firenze) D'azzurro, alla fascia d'oro, accompagnata da tre rocchi di scacchiere dello stesso, 2.1 (citato in ASFI) (DE) In Blau 1 goldener Balken, begleitet oben von 2, unten von 1 goldenen Schachroch (citato in KHIF) |
|        | Anchioni (Firenze) D'azzurro, al gambero montante di rosso; con il capo cucito d'Angiò (citato in ASFI) |
|        | Anchioni (Toscana) (DE) In Silber 2 goldene Sparren, senkrecht zur Figur belegt mit je 2 schreitenden, einwärtsgekehrten blauen Löwen (citato in KHIF) |
|        | Ancilla (Verona) stella (5 raggi) di rosso su fascia di argento su rosso accompagnata da - 2 stelle (5 raggi) di argento poste in palo sul rosso (nella 1ª troncatura) - 3 stelle (5 raggi) poste 2,1 le prime 2 di rosso sull'argento del rosso incappato di argento la terza sul rosso (citato in LEOM) |
|        | Ancilotto o Ancillotto (Treviso) Titolo: Conte troncato da una fascia d'oro: nel 1º di rosso alla spada d'argento manicata d'oro, posta in fascia, sormontata da una stella dello stesso; nel 2º di azzurro ad una casa in fiamme al naturale, fondata nel mare d'argento, fluttuoso del campo (citato in SPRE – Vol. I pag. 377 e Vol. IX pag. 212) fascia di oro su troncato di rosso e di azzurro - spada di argento posta in fascia - stella (5 raggi) di oro su rosso - casa in fiamme al naturale su mare di argento su azzurro (citato in LEOM)                                                          |
|        | Ancilotto o Ancillotto (Treviso) Titolo: Conte troncato: a) di azzurro a due stelle d'argento; b) d'argento all'aquila afferrante uno scudo (ancile) al naturale (citato in SPRE – Vol. I pag. 377 e Vol. IX pag. 212) 2 stelle (5 raggi) di argento su azzurro - aquila al naturale afferrante scudo (ancile) di argento su argento (citato in LEOM) Motto: Ne timeas |
|        | Ancilotto' (Treviso) 2 stelle (6 raggi) di argento su azzurro - aquila di nero afferrante con la destra uno scudo (ancile) al naturale su azzurro (citato in LEOM) |
|        | Ancina (Fossano) Titolo: consignori di La Mellea, Motta Partito, d'argento, al melo di verde, fruttato d'oro, e bandato d'oro e di rosso, le bande di mezzo cariche, caduna, di un uncino dell'uno nell'altro; il tutto sotto un capo d'azzurro, carico di tre stelle d'oro, ordinate in fascia alias Partito, d'argento, al melo di verde, fruttato d'oro, e trinciato di rosso e d'oro, a due uncini dell'uno nell'altro, con la banda sulla partizione, troncata, nel verso della pezza, d'oro e di rosso; il tutto sotto un capo d'azzurro, carico di tre stelle d'oro, ordinate in fascia (citato in SUBL) |
|        | Ancini (Reggio Emilia) di rosso, al leone rivoltato d'argento tenente con le branche anteriori uno scudetto dello stesso carico di due uncini di nero decussati; col capo d'azzurro a tre gigli d'argento, male ordinati (citato in SPRE – Vol. IX pag. 212) leone rampante rivolto di argento con scudo dello stesso caricato da 2 uncini di nero incrociati tra le anteriori su rosso - 3 gigli di argento su azzurro in capo posti 1,2 (citato in LEOM) |
|        | Ancini (Modena) (la blasonatura non è stata ancora caricata) (citato in UNFE) Immagine nella Biblioteca Estense Universitaria (id. 4). |
|        | Ancisa (Susa) Titolo: consignori di Traduerivi (?) Troncato d'argento e d'azzurro, al leone coronato dell'uno nell'altro (citato in SUBL) |
|        | Ancisa (Sicilia) Titolo: barone di S. Bartolomeo di rosso a due bande d'argento, e la sbarra d'argento broccante sul tutto (citato in Mango e in NBSC) (Cenno storico in Famiglie nobili di Sicilia (archiviato dall'url originale il 12 febbraio 2018).) |
|        | Ancona o D'Ancona (Messina) d'azzurro, all'elefante al naturale, sostenente una torre merlata di tre pezzi di oro, aperta del campo, sormontata da tre stelle d'argento 1 e 2 (citato in Mango e in DAlena) |
|        | Ancroia (Pisa) Fasciato di sei pezzi di rosso e di verde (citato in ASFI) |

### And
| Stemma                  | Casato e blasonatura |
| ----------------------- | --- |
|                         | Andeganassi (Venezia) (la blasonatura non è stata ancora caricata) (citato in UNFE) Immagine nella Biblioteca Estense Universitaria (id. 5674). |
|                         | An Der Lan (Merano, Trento) Titolo: nobile di Hochbrunn di rosso al monte roccioso d'argento (citato in SPRE – Vol. I pag. 378) monte roccioso di argento uscente dalla punta su rosso (citato in LEOM) Cimiero: sei penne di struzzo alternate di argento e di rosso |
|                         | Andinghieri (Toscana) (DE) 1 schwebender Sechsberg, seitlich besteckt mit 2 nach außen gewendeten Fahnen (citato in KHIF) |
|                         | Andinghieri (Toscana) (DE) In Blau 1 facettiertes silbernes Kleeblattkreuz (citato in KHIF) |
|                         | Andosilla e Andosilla Paleotti (Roma) Titolo: consignori di Ceva Di rosso, alla croce d'argento, carica di cinque volpi passanti, del campo (citato in SUBL) |
|                         | Andrada (Spagna, Italia) Titoli: Principi del Sacro Romano Impero , Conti di Andrade di verde, alla banda d'oro, ingollata da due teste di drago dello stesso (citato in MONT – pag. 138) |
|                         | Andrada (Sicilia) d'oro con una marrella nera, ed una banda d'azzurro, caricata all'angolo sinistro della punta da una testa di leone di argento broccante sul tutto (citato in NBSC) (Cenno storico in Famiglie nobili di Sicilia (archiviato dall'url originale il 12 febbraio 2018).) |
|                         | Andradi o Griuli (Isola, Venezia) (la blasonatura non è stata ancora caricata) (citato in UNFE) Immagine nella Biblioteca Estense Universitaria (id. 7096), su bibliotecaestense.beniculturali.it. URL consultato il 9 dicembre 2020 (archiviato dall'url originale l'8 aprile 2017). |
|                         | Andrea o D'Andrea (Sicilia) d'azzurro, alla banda d'oro, sostenente un uccello d'argento (citato in Mango) |
|                         | Andrea (Napoli, Sicilia) Titolo: barone di Seccafati; conte di Troja, Ascoli d'azzurro con una croce di S. Andrea un giglio di oro in capo ed un pugnale con la punta rivoltata in punta (ramo napoletano) (citato in NBSC) alias d'azzurro con una banda d'oro (ramo siciliano) (citato in NBSC) (Cenno storico in Famiglie nobili di Sicilia (archiviato dall'url originale il 12 febbraio 2018).) |
|                         | Andrea (Napoletano) (la blasonatura non è stata ancora caricata) (d'azzurro, al decusse d'oro, accantonato da due stelle a sei raggi d'oro, una in capo e una in punta, e da due rose di rosso, ai lati) (citato in NBNA) |
|                         | Andrea o Andreani (Perugia) (la blasonatura non è stata ancora caricata) (citato in UNFE) Immagine nella Biblioteca Estense Universitaria (id. 7318). |
|                         | Andreani (Milano) troncato: nel 1º d'argento, alla torre a due palchi di rosso sinistrata da un leone coronato d'oro; nel 2º bandato d'argento e di rosso (Immagine nella Raccolta stemmi Trippini (JPG).) |
|                         | Andreaggi (Feroleto Antico, Pianopoli) Titolo: Marchese di verde, al leone d'oro lampassato di rosso tenente con la branca destra una stella a sei raggi del secondo |
|                         | Andreano (Napoletano) (la blasonatura non è stata ancora caricata) (citato in NBNA) |
|                         | Andreardi (Veneto) (d'oro, al palo accostato da sei palle ordinate in due pali da 3, il tutto d'argento) (citato in STBV) (immagine dello Stemmario reale di Baviera.) |
|                         | Andreardi (Iesolo, Venezia) (la blasonatura non è stata ancora caricata) (citato in UNFE) Immagine nella Biblioteca Estense Universitaria (id. 5669), su bibliotecaestense.beniculturali.it. URL consultato il 9 dicembre 2020 (archiviato dall'url originale l'8 aprile 2017). |
|                         | Andreasi (Mantova, Ferrara) Titolo: conti di Roddi Di verde, al cigno d'argento, sormontato da una stella d'oro alias Di verde, al cigno d'argento, beccato e piotato di nero, sinistrato da una stella (8) d'oro alias Di nero, al cigno d'argento, sormontato da una stella d'oro alias D'azzurro, al cigno d'argento, sormontato da una stella (8), pure d'argento Motto: Intus ut extra (citato in DAlena e in SUBL) |
|                         | Andreassi (Napoli) Titolo: Nobile dei Marchesi d'azzurro alla cicogna al naturale, sostenuta dalla pianura erbosa, tenente nella zampa destra un uovo ed accompagnata nel punto destro del capo da una stella di otto raggi di argento (citato in SPRE – Vol. I pag. 379 e Vol. IX pag. 213) cicogna su terrazzo tenente con la destra alzata un uovo tutto al naturale su azzurro - stella (8 raggi) di argento in alto a sinistra su azzurro (citato in LEOM) Motto: Firmior ictu |
| (disegno da correggere) | Andreatta (Merano, Trento) Titolo: nobile di Kreidburg d'azzurro alla croce di S. Andrea d'oro, alla quale è sovrapposta una torre d'argento, aperta e finestrata di 3 (2, 1) di nero, col tetto in fiamme e fondata su un monte di tre cime di verde (citato in SPRE – Vol. I pag. 379) torre di argento con il tetto infiammato di rosso aperta e finestrata di nero su 3 monti ristretti di verde uscenti dalla punta su croce di Sant'Andrea di oro su azzurro (citato in LEOM) Cimiero: la torre dello scudo fra due semivoli di nero Motto: Ardens semper paratus, in lettere verdi su nastro d'oro |
|                         | Andredi (Cesena) (la blasonatura non è stata ancora caricata) (citato in BLCW) Immagine in Blasone Cesenate. |
|                         | Andrée (Aosta) D'azzurro, a due A d'oro, intrecciate e legate di rosso (citato in SUBL) |
|                         | Andrei (Pistoia) Palato increspato di otto pezzi d'azzurro e d'oro, alla campagna di rosso alias Troncato: nel 1º d'oro, a tre pali increspati d'azzurro; nel 2º di rosso pieno (citato in ASFI) |
|                         | Andrei o D'Andrea (Toscana) (DE) In Gold 1 silbern bordierter roter Balken, begleitet oben von 2, unten von 1 roten Lilie (citato in KHIF) |
|                         | Andrei o D'Andrea (Toscana) (DE) In Rot 1 auf 1 schwebenden goldenen Boden liegender goldener Stier, besetzt mit 1 goldenen Dreiberg, dieser besetzt mit 1 goldenen Laubbaum (citato in KHIF) |
|                         | Andrei o D'Andrea (Toscana) (DE) Gespalten: Rechts in Blau 1 roter Schrägbalken, begleitet oben von 1 achtstrahligen goldenen Stern, unten von 1 gestürzten goldenen Halbmond, links in Gold 1 ... (citato in KHIF) |
|                         | Andrei o D'Andrea (Toscana) (DE) In Silber 1 schwarzer Mohrenkopf mit goldenem Stirnreif, dieser der Figur nach belegt mit 3 schwarzen Taukreuzen (citato in KHIF) |
|                         | Andreini (Arezzo) Troncato: nel 1º d'oro, all'aquila dal volo abbassato di nero, coronata dello stesso; nel 2º d'argento, allo scaglione di rosso, accompagnato ai lati da due stelle a sei (o otto) punte d'oro, e in punta da un leone leopardito dello stesso (citato in ASFI) |
|                         | Andreini (Firenze) D'azzurro, al leone fermo d'oro, con la zampa anteriore destra levata, posto sopra un tripode di rosso (citato in ASFI) |
|                         | Andreini (Siena) Di rosso al capriolo d'oro, accompagnato da tre gigli dello stesso, 2 in capo ed 1 in punta (citato in DAlena) |
|                         | Andreis (Cuneo, Saluzzo, Pietraporzio) Titolo: conte di Mondrone troncato: al 1º d'azzurro, a tre gigli d'oro, ordinati in fascia e sormontati da un lambello d'argento, di cinque gocce; al 2º d'argento al cinghiale, al naturale (citato in SPRE – Vol. I pag. 379, in SUBL e in ARCN) 3 gigli di oro posti in fascia sormontati da - lambello (5 gocce) di argento su azzurro - cinghiale al naturale passante su argento (citato in LEOM) Motto: Nullo vilentum perpetuum |
|                         | Andreis e Andreis de Gregorio di Sant'Elia (Torino) Titolo: barone di rosso, al decusse d'argento, scorciato, accantonato d quattro gigli d'oro (citato in SPRE – Vol. I pag. 379 e in SUBL) croce di Sant'Andrea scorciata di argento su rosso accantonata da - 4 gigli di oro su rosso (citato in LEOM) |
|                         | Andreis (Torino) Giglio (citato in DAlena) |
|                         | Andreis (Sospello) Titolo: conti di Baussone D'azzurro, al decusse d'argento (citato in SUBL) |
|                         | Andreis (Nizza) Titolo: conti di Cimella Partito, al 1º d'azzurro alla torre sinistrata da un antimuro d'argento, l'antimuro sostenente un leoncino d'oro, al 2º troncato, sopra, d'oro alla banda d'azzurro, sotto, di rosso alla spada d'oro (citato in SUBL) |
|                         | Andreis (Torino) Troncato, d'argento alla chiesa di rosso, e d'azzurro, al cinghiale d'oro Motto: Erit ubique fides (citato in SUBL) |
|                         | Andreo, de (Piemonte, da Susa, probabilmente originari di Strambino) D'azzurro, a due leoni affrontati, tenenti un anello, il tutto d'argento Motto: Fides et robur (citato in MOLA, pp. 65–66) |
|                         | Andreocci (Siena) Troncato: nel 1º d'azzurro, alla stella a sei (o otto) punte d'oro; nel 2º d'oro, alla mano benedicente d'argento (oppure di carnagione); e alla fascia di rosso passata sulla troncatura e caricata di tre palle d'oro (citato in ASFI) |
|                         | Andreoccio di Bindo (Siena) Troncato fiammeggiante d'azzurro e d'oro (citato in ASFI) |
|                         | Andreola (Molfetta) spaccato d'azzurro e di verde, alla fascia d'oro sulla partizione, nel 1° al leone illeopardito d'oro, nel 2° a 3 rose d'argento messe in fascia (citato in ) |
|                         | Andreoli (Sassoferrato, Urbino) d'argento al centauro in atto di scoccare una freccia da un arco al naturale, posto sopra un monte di tre cime di verde. capo d'oro caricato da un'aquila di nero (citato in SPRE – Vol. I pag. 380) centauro in atto di scagliare un dardo al naturale su monte a 3 cime di verde uscente dalla punta su argento - aquila di nero su oro in capo (citato in LEOM) |
|                         | Andreoli (Perugia, Pennabilli, Roma, Ancona, Milano) d'azzurro allo scaglione di rosso accompagnato in capo da due stelle d'oro (6) ed in punta da un leone dello stesso col capo d'oro caricato di un'aquila di nero coronata d'oro (citato in SPRE – Vol. I pag. 380 e Vol. IX pag. 213) scaglione di rosso su azzurro - 2 stelle (6 raggi) di oro poste in fascia in alto - leone rampante dello stesso in punta su azzurro - capo d'Impero (citato in LEOM) |
|                         | Andreoli (Perugia, Pennabilli, Roma, Ancona, Milano) troncato: nel 1º d'oro alla fenice di nero sulla sua immortalità di rosso; nel 2º d'azzurro allo scaglione accompagnato in capo da due stelle ed in punta da un leopardo illeonito, il tutto d'oro (citato in SPRE – Vol. IX pag. 213) fenice di nero sulla sua immortalità di rosso su oro - scaglione di oro su azzurro - 2 stelle (5 raggi) di oro in alto - leopardo illeonito di oro in punta su azzurro (citato in LEOM) |
|                         | Andreoli (Milano) Leone leopardito (citato in DAlena) |
|                         | Andreotti (Cosenza, Napoli) Titolo: patrizi di Cosenza di oro al leone impugnante una spada, affrontato ad una torre murata al naturale, col capo cucito d'oro con l'aquila dell'impero (citato in SPRE – Vol. I pag. 381 e in PRTS) leone rampante impugnante una spada con la destra affrontato ad una torre murata tutto al naturale su oro - aquila di nero su oro in capo (citato in LEOM) |
|                         | Andreotti (Pisa) Troncato di rosso e d'argento, al giglio del primo nel secondo (citato in ASFI) |
|                         | Andreotti (Cosenza) D'azzurro a tre fasce d'oro, la banda del primo attraversante sul tutto (citato in DAlena e in BLCL) |
|                         | Andreotto (Napoletano) (la blasonatura non è stata ancora caricata) (citato in NBNA) |
|                         | Andreozzi d'oro alla colonna al naturale addestrata da un dragone di verde (citato in SPRE – Vol. I pag. 381) |
|                         | Andreozzi-Bernini (Roma) partito: nel 1º d'oro alla colonna al naturale addestrata da un dragone di verde (Andreozzi); nel 2º d'azzurro al mare d'argento ombrato d'azzurro dal quale esce una fontana a due zampilli d'argento (Bernini) (citato in SPRE – Vol. I pag. 381) colonna al naturale su oro - drago di verde rivolto rampante verso la colonna su oro - fontana di argento a 2 zampilli su mare ondato di azzurro su azzurro (citato in LEOM) |
|                         | Andreozzi (Firenze) D'azzurro, alla croce patente scorciata di rosso, accantonata da quattro stelle a sei punte d'oro (citato in ASFI) |
|                         | Andreozzi (Firenze) D'azzurro, alla croce d'oro, accantonata da quattro stelle a sei punte dello stesso (citato in ASFI) |
|                         | Andreozzi (Toscana) (DE) 1 Löwe, überdeckt von 1 Schrägbalken (citato in KHIF) |
|                         | Andreozzi Motroni (Viareggio) partito: al 1º d'oro all'aquila sorante sul monte di tre cime di verde; al 2º d'oro alla rovere al naturale sulla campagna erbosa con due rami passati in croce di S. Andrea e sormontata da una stella di sei raggi di rosso (citato in SPRE – Vol. I pag. 381) aquila sorante rivolta al naturale su monte a 3 cime di verde su oro - albero di rovere a 4 rami incrociati al naturale su terrazzo dello stesso su oro - stella (6 raggi) di rosso in alto su oro (citato in LEOM) |
|                         | Andreozzi Motroni (Lucca) Partito: nel 1º d'oro, all'aquila sorante e rivolta di nero, sostenuta da un monte di tre cime di verde; nel 2º d'oro, all'albero sradicato di verde, con quattro rami decussati due a due, sormontato da una stella a otto punte di rosso (citato in ASFI) |
|                         | Andreuccetti (Firenze) D'azzurro, allo scaglione diminuito di rosso, cimato da un'aquila dal volo spiegato di nero, accostata da due stelle a otto punte d'oro, e accompagnato in punta da una cometa dello stesso (citato in ASFI) |
|                         | Andreucci (Modigliana) Troncato: nel 1º d'azzurro, alla stella a otto punte d'oro; nel 2º d'oro, alla mano recisa di carnagione, indicante in alto; con la fascia di rosso passata sulla troncatura, caricata di tre palle d'oro (citato in ASFI) |
|                         | Andreucci del Mosca (Siena) Di..., al monte di tre cime di..., sormontato da una stella a sei punte di... alias Di..., al monte di tre cime di..., accompagnato in punta da una stella a sei punte di... (citato in ASFI) |
|                         | Andreuvesi di rosso, alla croce di Sant'Andrea gemellata d'oro, ripiena d'argento (citato in MONT – pag. 134) |
|                         | Andria Partito d'argento e di rosso, il 1° trinciato, il 2° tagliato dell'uno nell'altro (citato in SUBL) |
|                         | Andriani (Lucca) d'oro, alla fenice al naturale sulla sua immortalità (citato in GUCA – pag. 255 e in DAlena) |
|                         | Andriani di Werburg (Lucinico) Titolo: barone del S.R.I. col predicato di Werburg inquartato: nel 1º partito: a) d'oro alla mezza aquila di nero, linguata di rosso, coronata del campo, uscente dalla partizione; b) fasciato di oro e di rosso; nel 2º d'oro all'aquila di nero, linguata di rosso, coronata d'oro, rivoltata; nel 3º di azzurro al leone coronato di oro, rivoltato, linguato di rosso, con la coda bifida; nel 4º di rosso alla torre di argento; sul tutto, partito di rosso e d'argento alla punta rovesciata dall'uno all'altro (citato in SPRE – Vol. I pag. 382) scudetto semigrembiato di argento e di rosso su - mezza aquila bicipite di nero coronata di oro uscente dalla partizione su oro - fasciato di oro e di rosso - aquila di nero rivolta coronata di oro su oro - leone rampante rivolto coronato di oro su azzurro - torre di argento su rosso (citato in LEOM) |
|                         | Andriolo (Napoletano) (la blasonatura non è stata ancora caricata) (citato in NBNA) |
|                         | Andrion (Aosta) D'oro, a tre cuori, con una stella in abisso, il tutto di rosso (citato in SUBL) |
|                         | Andrione (Cavour, Svizzera) D'argento, a tre cuori, con una stella in abisso, il tutto di rosso (citato in SUBL) |
|                         | Andrisoni o Andrioli (Bologna, Venezia) (la blasonatura non è stata ancora caricata) (citato in UNFE) Immagine nella Biblioteca Estense Universitaria (id. 5670). |
|                         | Androsilla (Roma) (di rosso, alla croce d'argento, carica di cinque lupi passanti al naturale) (immagine in Rust, Androsilla (PDF). URL consultato il 7 aprile 2017 (archiviato dall'url originale il 4 marzo 2016).) alias Di rosso alla croce d'argento caricata di cinque volpi rosse passanti sul campo (citato in Campidoglio, vol. I, pag. 46) |
|                         | Androsilla (Roma) (di rosso, alla croce d'argento, carica di cinque lupi passanti di nero) (immagine in Rust, Androsilla/2 (PDF). URL consultato il 7 aprile 2017 (archiviato dall'url originale il 4 marzo 2016).) |

### Ane
| Stemma | Casato e blasonatura |
| ------ | --- |
|        | Anelli (Milano, Brescia, Reggio Emilia) inquartato di argento e di rosso, il 2º e 3º caricati di un anello d'oro con tre gemme incastonate, al naturale (citato in SPRE – Vol. I pag. 382) anello di oro con 3 gemme incastonate al naturale sul rosso dell'inquartato di argento e di rosso (citato in LEOM) Cimiero: sei penne di struzzo: di oro, d'argento, di rosso, di oro, di rosso, d'argento sostenenti un'aquila di nero Motto: Virtute duce |
|        | Anelli (Milano) (la blasonatura non è stata ancora caricata) (Immagine nella Raccolta stemmi Topoguz.) |
|        | Anelli (Napoli) Inquartato: nel 1° e 4° d'argento alla croce di S.Andrea di rosso; nel 2° e 3° d'azzurro al selvaggio di carnagione, cinto e coronato di ellera, colla destra appoggiata sopra una clava e la sinistra sull'anca (citato in DAlena) |
|        | Anerani (Cesena) (la blasonatura non è stata ancora caricata) (citato in BLCW) Immagine in Blasone Cesenate. |
|        | Aneroni o Salvatici o Aneroni Salvatici (Toscana) (DE) Gold-grün geteilt, darin 1 mit 1 rot-grün geteiltem Tuch bekleideter bärtiger Mann, mit der Rechten 1 grüne Keule schulternd (citato in KHIF) |
|        | Anestagi (Perugia) (la blasonatura non è stata ancora caricata) (citato in UNFE) Immagine nella Biblioteca Estense Universitaria (id. 7300), su bibliotecaestense.beniculturali.it. URL consultato il 9 dicembre 2020 (archiviato dall'url originale l'8 aprile 2017). |

### Anf
| Stemma | Casato e blasonatura |
| ------ | --- |
|        | Anfora (Napoli) Titolo: patrizio di Sorrento, duca di Licignano di oro alla fascia di rosso accompagnata nel capo da due rose e nella punta da nove punte di lancia, disposte 5, 3, 1, il tutto di rosso (citato in SPRE – Vol. I pag. 383) fascia di rosso su oro - 2 rose di rosso in alto su oro - 9 punte di lancia al naturale poste in piramide rovesciata su oro in basso (citato in LEOM) alias d'oro alla fascia di rosso, accompagnata in capo da due rose rosse, nella punta da nove punte di lancia disposte cinque, tre, uno (citato in PRTS) |
|        | Anfora (Napoli) Titolo: duca di Licignano di oro alla fascia alzata accompagnata in capo da due rose ed in punta da nove ferri di lancia 5, 3, 1, il tutto di rosso (citato in SPRE – Vol. IX pag. 215) d'oro alla fascia rossa accompagnata nel capo da due rose rosse e nella punta da nove losagne o punte di lancia rosse disposte 5, 3, 1 (citato in NBNA) fascia di rosso alzata su oro - 2 rose di rosso in alto su oro - 9 punte di lancia di rosso poste in piramide rovesciata su oro (citato in LEOM) Notizie storiche in Nobili napoletani. |
|        | Anforti (Firenze) D'azzurro, al cavaliere armato d'argento, tenente lo scudo con la sinistra e la lancia banderuolata di rosso con la destra, sopra un cavallo al naturale armato d'argento, imbrigliato e sellato di rosso (citato in ASFI) |
|        | Anforti Pasqualigo Basadonna (Firenze) Titolo: Nobile di Firenze d'azzurro al cavaliere armato di tutto punto al naturale tenente un gonfalone spiegato di rosso (citato in SPRE – Vol. I pag. 383 e Vol. IX pag. 215) cavaliere armato di tutto punto al naturale tenente una bandiera bifida di rosso su azzurro (citato in LEOM) (Immagine nella Raccolta stemmi Trippini (JPG).) |
|        | Anfossi (Palermo) Titolo: marchese di Sant'Onofrio d'azzurro, al sinistrocherio uscente da nubi, al naturale, accompagnato da una stella ed impugnante un tridente, il tutto d'argento, sopra il mare, fluttuoso di argento e d'azzurro (citato in SPRE – Vol. I pag. 383, in Mango, in PRTS e in NBSC) braccio sinistro di carnagione afferrante tridente di argento punta al basso uscente da nuvola dello stesso nel cantone sinistro del capo su azzurro - stella (6 raggi) di argento in alto su azzurro - mare fluttuoso di argento e di azzurro uscente dalla punta su azzurro (citato in LEOM) (Cenno storico in Famiglie nobili di Sicilia (archiviato dall'url originale l'11 febbraio 2018).) |
|        | Anfossi (Sicilia) d'azzurro con un braccio d'argento sporgente dall'angolo destro del capo che impugna un tridente di argento sopra onde marine (citato in NBSC) (Cenno storico in Famiglie nobili di Sicilia (archiviato dall'url originale il 12 febbraio 2018).) |
|        | Anfossi (Novi Ligure) Titolo: signori di Fresonara, Pozzolo Formigaro, Retorto; consignori di Gazzo Partito, al 1° d'oro, alla torre di nero, merlata alla ghibellina di cinque pezzi, aperta del campo, al 2° d'argento a cinque fasce dentate, di rosso (citato in SUBL) |
|        | Anfossi (Nizza) Titolo: signori di Champargent (?) D'azzurro, alla fontana d'argento, sostenuta da due leoncini d'oro, e accompagnata in capo da due stelle, dello stesso (citato in SUBL) |
|        | Anfuso o Amfusa (Sicilia) d'oro, alla fascia di verde, caricata da tre crescenti volti del campo (citato in Mango) |

### Anga
| Stemma | Casato e blasonatura |
| ------ | --- |
|        | Angarani (Venezia) d'azzurro, alla fascia d'oro, accompagnata da tre stelle d'otto raggi dello stesso, due in capo ed uno in punta (citato in CROL – pag. 14) |
|        | Angarani (la blasonatura non è stata ancora caricata) (citato in UNFE) Immagine nella Biblioteca Estense Universitaria (id. 4573).                            |
|        | Angarani (Venezia) Grifone (citato in DAlena) |

### Ange
| Stemma                  | Casato e blasonatura |
| ----------------------- | --- |
|                         | Angelelli (Bologna) (la blasonatura non è riportata) (citato in DOLF – pag. 45) |
|                         | Angelelli (Bologna) Grifone (citato in DAlena) |
|                         | Angeleri (Casale) Troncato, al 1° d'argento, all'angelo, al naturale, al 2° palato d'argento e d'azzurro alias Troncato, al 1° d'azzurro, all'angelo, al naturale, al 2° d'azzurro, a tre pali d'argento (citato in SUBL) |
|                         | Angeli (Venezia) Titolo: nobile di verde a due angeli di carnagione volanti, affrontati e sostenenti colle mani rispettivamente sinistra e destra una ghirlanda di rose al naturale (citato in SPRE – Vol. I pag. 383) 2 angeli di carnagione posti in maestà sostenenti con una mano una ghirlanda di rose al naturale su verde (citato in LEOM) |
|                         | Angeli (Belluno) Titolo: nobile interzato in fascia d'azzurro, di argento e di rosso, alla testa di cherubino al naturale, coronata d'oro, la corona attraversante sul primo punto (citato in SPRE – Vol. I pag. 384) cherubino al naturale coronato di oro su azzurro e argento di interzato in fascia di azzurro di argento e di rosso (citato in LEOM) |
|                         | Angeli (Bressanone, Milano) Titolo: nobile cavaliere di Forstemann inquartato: nel 1º d'azzurro all'agnello al naturale, seduto su una campagna di verde, coronato d'oro e tenente con la zampa destra una bandiera terminante in due punte, caricata di una croce di rosso e posta in cima ad una lunga asta; nel 2º d'argento alla croce patente di rosso; nel 3º, d'argento al ramo di abete uscente dal lato superiore fogliato e caricato di tre pigne; nel 4º d'azzurro alla rosa cucita di rosso, alle chiavi poste in decusse coll'ingegno all'infuori e attraversanti sul secondo e sul quarto punto dell'uno nell'altro (citato in SPRE – Vol. I pag. 384) agnello pasquale al naturale coronato di oro sdraiato testa rivolta su terrazzo di verde su azzurro - croce patente di rosso su argento accompagnata dagli ingegni di 2 chiavi di argento incrociate su troncato di argento e di azzurro - ramo di abete al naturale fruttato di 3 pigne uscente dal lato superiore destro dell'inquartato su argento - rosa di rosso su azzurro sormontata dalle 2 chiavi precedentemente descritte (citato in LEOM) Cimieri: a destra un angelo vestito e coronato d'oro, con il braccio destro alzato ed il sinistro abbassato; a sinistra un urogallo fregiato di ornamenti nobiliari |
|                         | Angeli (Ferrara) inquartato: nel 1º e 4º d'oro, all'aquila spiegata e coronata di nero; nel 2º e 3º d'azzurro, al capriolo saliente d'argento, addestrato da un sinistrocherio armato di giavellotto al naturale movente dal quartier franco; sul tutto d'azzurro al giglio d'oro, accompagnato in capo da 3 stelle dello stesso (citato in GUCA – pag. 112 e in DAlena) |
|                         | Angeli (Pesaro) trinciato di azzurro e d'oro, a due croci patenti dell'uno nell'altro (citato in SPRE – Vol. I pag. 384) |
|                         | Angeli (Pesaro, Urbino) 2 croci di oro e di azzurro su trinciato di azzurro e di oro (citato in LEOM) |
|                         | Angeli (Todi, Roma) di argento alla torre di rosso: banderuolata d'oro (citato in SPRE – Vol. IX pag. 216) torre di rosso banderuolata di oro su argento (citato in LEOM) |
|                         | Angeli (Firenze) Di..., all'angelo di carnagione vestito di..., posto in maest?? e tenente nella destra un ramo di palma di... e nella sinistra una cornucopia di...; con il capo di Santo Stefano (citato in ASFI) |
|                         | Angeli (Pistoia, Firenze) D'oro, al monte di tre cime di rosso, sormontato da un crescente montante d'argento (citato in ASFI) |
|                         | Angeli o De Angleis o Angioli (Cortemilia) Titolo: consignori di Altessino, Bubbio, Scaletta D'azzurro, a tre conchiglie d'argento, con il capo d'oro carico di un'aquila coronata, di nero (citato in SUBL) |
|                         | Angeli (Toscana) (DE) In Rot 1 nimbierter goldener Engel, 1 goldenes Füllhorn haltend (citato in KHIF) |
|                         | Angeli angelo vestito e alato di argento in maestà tenente nella sinistra una bilancia di oro e nella destra una spada di argento su rosso - 3 stelle (5 raggi) di argento poste in fascia su rosso in alto (citato in LEOM) |
|                         | Angeli o De Angeli o Angiolini (Tropea) d'azzurro a tre fasce d'argento (citato in BLCL) Immagine e notizie storiche in Tropea Magazine. |
|                         | Angeli o De Angeli o Angiolini (Tropea) D'azzurro fasciato (alla fascia ?) d'oro accompagnato da due stelle (6 ?) dello stesso una in capo ed una in punta (citato in BLCL) Immagine e notizie storiche in Tropea Magazine. |
|                         | Angeli (Cesena) (la blasonatura non è stata ancora caricata) (citato in BLCW) Immagine in Blasone Cesenate. |
|                         | Angeli Nieri (Bevagna) d'azzurro al leone d'oro con la banda dello stesso caricata di tre rose di rosso attraversante sul tutto (Nieri) (citato in SPRE – Vol. I pag. 385) 3 rose di rosso su banda di oro su - leone rampante dello stesso su azzurro (citato in LEOM) |
|                         | Angelica (Sicilia) d'azzurro, al cherubino alato d'argento, tenente in ciascuna mano una spada dello stesso (citato in Mango) d'azzurro con un angelo d'argento, che tiene nelle mani due spade d'argento sguainate (citato in NBSC) (Cenno storico in Famiglie nobili di Sicilia (archiviato dall'url originale il 12 febbraio 2018).) |
|                         | Angelico (Napoletano) (la blasonatura non è stata ancora caricata) (citato in NBNA) |
|                         | Angelini (Venezia) Titoli: nobile coi predicati di Brabienhof e Massonendorf d'azzurro, all'angelo d'argento, fermo in maestà, accompagnato in capo da tre stelle (6) d'oro, ordinate in fascia (citato in SPRE – Vol. I pag. 385) angelo fermo in maestà di argento su azzurro - 3 stelle (6 raggi) di oro poste in fascia in alto su azzurro (citato in LEOM) |
|                         | Angelini (Ala) Titolo: nobile del S.R.I. col predicato di Engelberg troncato: nel 1º d'azzurro alla fama vestita di rosso, volante e rivoltata, con la tromba d'oro nella destra ed una ghirlanda d'alloro nella sinistra, al naturale; nel 2º di rosso al monte d'argento Cimiero: l'aquila Motto: Fides belli ac pacis amator (citato in SPRE – Vol. I pag. 386 e Vol. IX pag. 216) |
|                         | Angelini (Pennabilli) di... alla colomba con un ramoscello di ulivo in bocca (citato in SPRE – Vol. I pag. 386) colomba della pace in volo posta in banda di colore e di campo non identificato (citato in LEOM) |
|                         | Angelini o Angelini Rota (Cascia) troncato da una fascia di verde: nel 1º d'azzurro al cane bracco al naturale e passante, imbavagliato di un osso dello stesso e sormontato da una stella di otto raggi d'oro; nel 2º d'argento a 3 palle di rosso, male ordinate (citato in SPRE – Vol. IX pag. 216) fascia di verde su troncato di azzurro e argento - cane bracco al naturale passante osso in bocca su azzurro - stella (8 raggi) di oro in alto su azzurro - 3 palle di rosso su argento poste 1,2 (citato in LEOM) alias troncato da una fascia di verde: nel 1º d'azzurro al cane bracco al naturale e passante, imbavagliato di un osso dello stesso e sormontato da una stella di otto raggi d'oro; nel 2º d'argento a 3 palle di rosso |
| (disegno da correggere) | Angelini (Roma, San Miniato) d'argento, alla doppia banda di rosso accompagnata da sei stelle d'oro, di otto raggi, disposte 2, 1 e 1, 2 (citato in SPRE – Vol. III pag. 334) doppia banda di rosso su argento accompagnata da - 6 stelle (8 raggi) di oro poste a destra in alto 2,1 e a sinistra in basso 1,2 (citato in LEOM) |
|                         | Angelini (Abruzzo) D'oro a due angeli affrontati di rosso, sormontati nel capo da una stella dello stesso alias d'argento alla fascia rossa accompagnata in capo dall'angelo al naturale tenente in aria la scritta GLORIA IN EXCELSIS DEO alias Spaccato da una fascia d'oro: nel 1° d'argento all'angelo al naturale tenente in aria la scritta GLORIA IN EXCELSIS DEO; nel 2° d'azzurro a tre sbarre d'oro (citato in DAlena) |
|                         | Angelini (Sicilia) d'oro, a due cherubini alati di rosso, accompagnati nel capo da una stella del secondo (citato in Mango) d'oro con due angeli serafini rossi accompagnati in capo da una stella rossa (citato in NBSC) (Cenno storico in Famiglie nobili di Sicilia (archiviato dall'url originale il 12 febbraio 2018).) |
|                         | Angelini (Napoletano) (la blasonatura non è stata ancora caricata) (d'azzurro, alla fascia di rosso, accompagnata in capo da due angioletti sormontati da una stella d'oro e in punta da un angioletto posto fra tre stelle) (citato in NBNA) |
|                         | Angelini (Napoletano) (la blasonatura non è stata ancora caricata) (d'azzurro, a tre angioletti) (citato in NBNA) |
|                         | Angelini (Cesena) (la blasonatura non è stata ancora caricata) (citato in BLCW) Immagine in Blasone Cesenate. |
|                         | Angelini di Engelberg (Ala) angelo in volo rivolto con tromba in destra e serto di alloro in sinistra vestito di rosso su azzurro - monte di argento aguzzo uscente dalla punta su rosso (citato in LEOM) |
|                         | Angelino (Napoletano) (la blasonatura non è stata ancora caricata) (citato in NBNA) |
|                         | Angellelli (Bologna) (la blasonatura non è stata ancora caricata) (citato in UNFE) Immagine nella Biblioteca Estense Universitaria (id. 3638). |
|                         | Angellieri Alticozzi (Cortona, Siena, Firenze) D'azzurro, a tre rincontri di bue d'oro, 2.1 (citato in ASFI) |
|                         | Angelo (Sicilia) Titolo: nobile; barone di Carboliara; marchese di Ceglie, Bertolino; principe di Bitetto d'azzurro, alla fascia d'oro, accompagnata da due stelle dello stesso, una in capo ed una in punta. Corona di Marchese (citato in Mango e in NBSC) d'azzurro alla fascia d'oro accompagnata da due stelle dello stesso in punta ed in capo (citato in PRTS) d'azzurro con una fascia accompagnata da due stelle pur d'oro, situate una in capo, ed una in punta, lo scudo sormontato da elmo con lambrequini (citato in NBSC) (Cenno storico in Famiglie nobili di Sicilia (archiviato dall'url originale il 12 febbraio 2018).) Ulteriore ragguaglio storico in Famiglie nobili di Sicilia (archiviato dall'url originale l'11 febbraio 2018). |
|                         | Angelo o De Angelis (Napoli) di azzurro a tre fasce di argento (citato in SPRE – Vol. I pag. 386) |
|                         | Angelo o De Angelis (Tropea) (LA) campum ceruleum in medio fasciam auream desuper stellam auream et aliam subter (citato in BLCL) Notizie storiche in Tropea Magazine. |
|                         | Angelo (Napoletano) (la blasonatura non è stata ancora caricata) (fasciato d'azzurro e d'oro) (citato in NBNA) |
|                         | Angelo (Napoletano) (la blasonatura non è stata ancora caricata) (fasciato d'argento e d'azzurro) (citato in NBNA) |
|                         | Angelo di Vannino (Siena) Di..., alla banda di..., caricata di tre stelle a sei punte di... (citato in ASFI) |
|                         | Angeloni o Angelone (Roccaraso, Napoli) Titolo: Barone di Montemiglio e Varavalle di rosso alla sbarra di azzurro orlata d'argento e caricata di tre stelle dello stesso; essa sbarra accompagnata nel capo da una figura di un Serafino posta in sbarra, ed in punta da una torre merlata di quattro pezzi alla guelfa fondata sopra un ristretto di pianura erbosa il tutto di oro (citato in SPRE – Vol. I pag. 388, in DAlena e in PRTS) 3 stelle (6 raggi) di argento su sbarra di azzurro bordata di argento su rosso - serafino posto in sbarra al naturale su rosso in alto a sinistra - torre merlata di 4 pezzi alla guelfa fondata su fascia in divisa di oro in basso a destra su rosso (citato in LEOM) |
|                         | Angelotti (Chianciano, Montepulciano) d'azzurro all'agnello giacente su d'un piano erboso con la testa guardante una stella di argento di 8 raggi posta in capo (citato in SPRE – Vol. I pag. 388) D'azzurro, all'agnello d'argento, coricato sul terreno al naturale e guardante in alto una stella a otto punte d'argento, posta nel punto del capo (citato in ASFI) agnello sdraiato testa rivolta su terrazzo al naturale su azzurro mirante - stella (8 raggi) di argento in alto su azzurro (citato in LEOM) |
|                         | Angelotti (Toscana) (DE) In Silber 1 blauer Schrägbalken, beidseitig begleitet von je 1 blauen Scheibe (citato in KHIF) |
|                         | Angeni (Firenze) Fasciato di nero e d'argento, al capo del secondo caricato di un cane corrente del primo, lampassato e collarinato di rosso (citato in ASFI) (DE) Unter silbernem Schildhaupt, darin 1 schreitender rotgezungter und rot behalsbandeter schwarzer Hund, 5mal schwarz-silber geteilt (citato in KHIF) alias Fasciato di nero e d'oro, al capo del secondo caricato di un cane passante del primo, lampassato di rosso (citato in ASFI) |
|                         | Angeni (Firenze) Inquartato d'argento e di rosso, alla fascia attraversante d'azzurro, caricata di tre stelle a otto punte d'oro (citato in ASFI) (DE) Silber-rot geviert und überdeckt von 1 blauen Balken, belegt mit 3 sechsstrahligen goldenen Sternen (citato in KHIF) |
|                         | Angeni (Toscana) (DE) Unter 1 silbernen Schildhaupt 5mal schwarz-silber geteilt (citato in KHIF) |

### Angi
| Stemma | Casato e blasonatura |
| ------ | --- |
|        | Angiò o Anjou Dinastia francese - Re di Sicilia e di Puglia, Re di Napoli d'azzurro seminato di gigli d'oro al lambello di 4 pendenti di rosso (citato in RTGL) alias d'azzurro seminato di gigli d'oro al lambello di 5 pendenti di rosso (citato in RTGL) |
|        | Angiò (Firenze) D'azzurro, seminato di gigli d'oro, al lambello a quattro pendenti di rosso attraversante in capo alias Partito: nel 1º fasciato di otto pezzi di rosso e d'oro (o di rosso e d'argento); nel 2º d'azzurro, seminato di gigli d'oro alias Interzato in palo: nel 1º fasciato di rosso e d'oro; nel 2º d'azzurro, seminato di gigli d'oro; nel 3º di rosso, all'aquila uscente dalla partizione d'oro; al capo d'azzurro, caricato di tre corone fioronate d'oro (citato in ASFI) |
|        | Angiò (Cesena) (la blasonatura non è stata ancora caricata) (citato in BLCW) Immagine in Blasone Cesenate. |
|        | Angiò (Francia) (la blasonatura non è stata ancora caricata) (citato in UNFE) Immagine nella Biblioteca Estense Universitaria (id. 2500), su bibliotecaestense.beniculturali.it. URL consultato il 9 dicembre 2020 (archiviato dall'url originale il 23 aprile 2019). |
|        | Angiò Durazzo Re di Sicilia e di Puglia, Re d'Ungheria interzato in palo: nel 1º fasciato d'Ungheria; nel 2º d'azzurro seminato di gigli d'oro d'Angiò; nel 3º di gerusalemme; con la bordura composta di rosso e di bianco (citato in RTGL) |
|        | Angioletti (Perugia, Firenze) Di..., alla fascia di..., accompagnata da una stella a otto punte di... (citato in ASFI) |
|        | Angiolieri (Firenze) D'argento, a sei sonagli d'azzurro, 3.2.1, pendenti da tre filetti in fascia dello stesso alias D'azzurro, a sei sonagli d'oro, 3.2.1 (citato in ASFI) |
|        | Angiolieri (Toscana) (DE) In Silber 3 oben golden bordierte blaue Balken, der obere unten besetzt mit 3, der mittlere mit 2, der untere mit 1 blauen Schelle (citato in KHIF) |
|        | Angiolieri (Toscana) (DE) In Blau 6 goldene Schellen, 1:2:2:1 gestellt (citato in KHIF) |
|        | Angiolini (Firenze, Prato) D'azzurro, alla banda d'argento alias D'azzurro, alla banda d'argento caricata di tre stelle a otto punte del campo (citato in ASFI) |
|        | Angiolini (Pisa) D'azzurro, alla banda d'argento caricata di tre cherubini di carnagione, sormontata da tre stelle a otto punte d'oro ordinate in capo, e accompagnata in punta da un monte di tre cime di verde (citato in ASFI) |
|        | Angiolini (Pistoia) D'azzurro, al cane rampante d'argento, collarinato di rosso, accompagnato da tre stelle a sei (o otto) punte d'oro, ordinate l'una a destra e le altre due in palo a sinistra (citato in ASFI) |
|        | Angiolini (Prato) Fasciato di sei pezzi, tre d'argento e tre vaiati (o innestati) d'argento e di rosso, e alla banda diminuita attraversante d'azzurro (citato in ASFI) |
|        | Angiolini (Toscana) (DE) In Blau 1 silberner Schrägbalken, belegt mit 3 sechsstrahligen blauen Sternen (citato in KHIF) |
|        | Angiolini (Toscana) (DE) In Silber 1 blaues Kreuz (citato in KHIF) |
|        | Angiono (Cossato) Titolo: consignori di Pralormo D'argento, allo scaglione d'azzurro carico di tre stelle d'oro, con il capo dello stesso, cucito, carico di un giglio d'azzurro (citato in SUBL) |
|        | Angioy (Iglesias) Titoli: Cavaliere, Nobile, Don e Donna d'azzurro alla pecora d'argento passante sulla campagna fiorita al naturale (citato in SPRE – Vol. I pag. 388 e Vol. IX pag. 218) pecora passante di argento su terrazzo di verde su azzurro (citato in LEOM) Cimiero: elmo da nobile ornato dei lambrecchini degli smalti dello scudo |
|        | Angioy (Iglesias) agnello passante di argento su azzurro (citato in LEOM) |
|        | Angioy (Sassari, Benetutti, Bono) inquartato: al 1º di verde a due agnelli d'argento l'uno sull'altro; al 2º d'azzurro al pero fruttato, al naturale; al 3º d'oro, al leone al naturale tenente colle zampe anteriori un libro aperto di argento; al 4º di rosso, ad una fanciulla seduta di fronte sopra un cervo passante d'argento (citato in SPRE – Vol. I pag. 388 e in DAlena) 2 agnelli passanti un sull'altro di argento su verde - albero di pero fruttato al naturale sradicato su azzurro - leone rampante al naturale tenente con le anteriori un libro aperto su oro - fanciulla in maestà seduta su cervo passante tutto al naturale su rosso (citato in LEOM) Cimiero: elmo da nobile ornato dei lambrecchini degli smalti dello scudo |

### Angl
| Stemma | Casato e blasonatura |
| ------ | --- |
|        | Anglani (Cesena) (la blasonatura non è stata ancora caricata) (citato in BLCW) Immagine in Blasone Cesenate. |
|        | Angles (Sicilia) Titolo: barone troncato; nel 1° di verde a due leoni d'oro affrontati, sostenenti un giglio d'argento; nel 2° d'azzurro, alla campagna d'argento e la fascia di rosso attraversante sulla partizione (citato in Mango) diviso, nel 1° verde con due leoni d'oro affrontati che sostengono un giglio d'argento, nel 2° d'azzurro e la campagna d'argento, ed una fascia rossa broccante sul diviso. Corona di barone (citato in NBSC) (Cenno storico in Famiglie nobili di Sicilia (archiviato dall'url originale il 12 febbraio 2018).) |
|        | Anglesola (Sicilia) di rosso al leone d'oro (citato in Mango e in NBSC) (Cenno storico in Famiglie nobili di Sicilia (archiviato dall'url originale il 12 febbraio 2018).) |
|        | Anglo (Napoletano) (la blasonatura non è stata ancora caricata) (d'oro, alla croce di rosso) (citato in NBNA) |
|        | Anglone (Napoletano) (la blasonatura non è stata ancora caricata) (citato in NBNA) |
|        | Angloni (di rosso, alla croce d'oro) (citato in UNFE) Immagine nella Biblioteca Estense Universitaria (id. 4650). |

### Ango
| Stemma | Casato e blasonatura |
| ------ | --- |
|        | Angolo (Spagna) d'oro, a cinque tortelli bisanti partiti di verde e d'argento disposti in croce di Sant'Andrea (citato in GUCA – pag. 556 e in DAlena)                                                                                        |
|        | Angonoa (Carmagnola) D'azzurro, a tre angeli d'argento, in maestà, con le ali spiegate rivolte verso l'alto e con le mani congiunte in preghiera, 2, 1 (citato in SUBL)                                                                       |
|        | Angosioli (la blasonatura non è stata ancora caricata) (citato in UNFE) Immagine nella Biblioteca Estense Universitaria (id. 373). |
|        | Angoscioli (Piacenza) (la blasonatura non è stata ancora caricata) (citato in UNFE) Immagine nella Biblioteca Estense Universitaria (id. 2683).                                                                                               |
|        | Angot (Savoia) Titolo: signori di Castino D'argento, all'aquila di nero, bicipite, armata e diademata d'oro, accompagnata in punta da una rondine di nero, beccata d'oro, volante in banda Motto: Sorti resistit virtus (citato in SUBL)      |
|        | Angotta (Sicilia) d'azzurro, alla banda d'oro, caricata da un dragone dello stesso e sostenuta da due sbarre accompagnate da sei stelle, 2. 2. e 2, il tutto d'argento (citato in Mango)                                                      |
|        | Angotta (Messina) campo d'oro passante e da tre bande ritirate dalla punta accompagnate da stelle d'oro (?) (citato in NBSC) (Cenno storico in Famiglie nobili di Sicilia (archiviato dall'url originale il 12 febbraio 2018).)               |
|        | Angotta (Sicilia) banda di oro su azzurro - drago alato sdraiato posto in banda in alto su azzurro - 3 bande scorciate verso il basso di oro alternate a - 8 stelle (5 raggi) dello stesso poste in doppia fascia su azzurro (citato in LEOM) |

### Angr
| Stemma | Casato e blasonatura |
| ------ | --- |
|        | Angrisani (Buttigliera d'Asti) Titolo: conti di Bairols, Villars D'oro, alla gemella di rosso, posta in fascia, accompagnata in punta da due ontani (verne) al naturale, con il capo d'azzurro, carico di due stelle d'oro (citato in SUBL) |

### Angu
| Stemma | Casato e blasonatura |
| ------ | --- |
|        | Anguelli (Firenze) D'azzurro, a tre bisce d'oro moventi a ventaglio dalle tre cime superiori di un monte di sei cime dello stesso (citato in ASFI) |
|        | Anguillara (Padova, Roma) Serpente (citato in DAlena) |
|        | Anguillara (Roma) (d'argento, a due anguille di nero decussate; alla bordura inchiavata d'argento e di rosso) (immagine in Rust, Anguillara (PDF).) alias D'argento a due anguille azzurre serpeggianti in croce di S. Andrea alla bordura inchiavata di argento ed oro (citato in Campidoglio, vol. I, pag. 47 |
|        | Anguillara (Napoli, Roma) (la blasonatura non è stata ancora caricata) (citato in UNFE) Immagine nella Biblioteca Estense Universitaria (id. 5014). |
|        | Anguissola (Piacenza, Napoli, Pavia), [e Anguissola, ramo d'Altoe'] partito: nel 1º: di oro all'angue al naturale; nel 2º: di rosso a quattro albioni o promontori d'argento (citato in SPRE – Vol. I pag. 389 e in DAlena) serpente ondeggiante in palo di verde su oro - 4 punte di argento uscenti dalla punta su rosso (citato in LEOM) Cimiero: orso bianco alato rampante Motto: Anguis sola victoriam fecit |
|        | Anguissola (Piacenza) inquartato: nel 1º e 4º d'azzurro a un breve d'argento, ondeggiante in banda, carico del motto: a buon diritto in lettere maiuscole romane di nero e sormontato da una colomba d'argento volante; nel 2º e 3º troncato cuneato d'argento di quattro pezzi e di rosso; sul tutto d'oro al serpe di verde, ondeggiante in palo (citato in SPRE – Vol. I pag. 389 e Vol. IX pag. 218) serpente ondeggiante di verde in palo su scudetto di oro su - nastro bifido di argento in banda caricato del motto "A BUON DIRITTO" in lettere maiuscole di nero su azzurro - colomba di argento in volo in alto a destra su azzurro - troncato inchiavato di argento e di rosso (4 pezzi) (citato in LEOM) Cimiero: un drago di verde |
|        | Anguissola (Milano, Piacenza, Pavia, Napoli) inquartato: nel 1º d'azzurro, al biscione dei Visconti; nel 2º e 3º di rosso a quattro albioni o promontori d'argento; nel 4º d'azzurro all'ancora di tre punte d'argento (citato in SPRE – Vol. I pag. 390) biscione visconteo di oro rivolto su azzurro - 4 punte di argento uscenti dalle partizioni su rosso - ancora di argento a 3 becchi posta in palo su azzurro (citato in LEOM) |
|        | Anguissola (Vigolzone) inquartato: nel 1º e 4º di rosso a quattro albioni o promontori d'argento; nel 2º e 3º d'azzurro, al biscione dei Visconti (citato in Comune di Grazzano. URL consultato il 7 aprile 2017 (archiviato dall'url originale il 24 settembre 2015).) |
|        | Anguissola (Piacenza) Titolo: conti di Frassineto Po Troncato dentato di quattro pezzi, di rosso e d'argento (citato in SUBL) troncato inchiavato di 4 pezzi di rosso su argento (citato in LEOM) alias Inquartato, al 1° e 4°, d'azzurro a un listello d'argento, svolazzante in banda, portante le parole "A Buon Diritto", in lettere romane di nero, e sormontato da una colomba volante, d'argento, al 2° e 3° troncato dentato di quattro pezzi, di rosso e d'argento (citato in SUBL) |
|        | Anguissola (Piacenza) Titolo: marchesi di Grassano (Grazzano) interzato in fascia: nel 1° scaccato (si trova anche losangato) d'argento e di nero caricato del quarto dei conti senatori; nel 2° partito d'argento, alla fortezza di nero, e d'azzurro, alla sbarra d'argento accompagnata da due stelle dello stesso; nel 3° partito d'azzurro, alla biscia al naturale posta in palo e vomitante un fanciullo dello stesso, e di porpora, alla fede al naturale vestita a destra d'azzurro e a sinistra di verde sostenente un lucchetto d'oro attaccato a due anelli dello stesso; sul tutto, di rosso, alla campagna dentata d'argento sormontata da un ramo di quercia e das una palma d'argento passate in decusse in un anello d'oro (FR) Tiercé en fasce : le premier échiqueté (on trouve aussi losangé) d'argent et de sable chargé du quartier des comtes sénateurs ; le deuxième parti d'argent à la forteresse de sable et d'azur à la barre d'argent accompagnée de deux étoiles du même ; le troisième parti, d'azur à la givre (ou couleuvre) au naturel posée en pal, vomissant un enfant de même et de pourpre à la foi au naturel rebrassée à dextre d'azur à sénestre de sinople soutenant un cadenas d'or attaché à deux anneaux du même ; sur le tout, de gueules à la champagne denchée d'argent surmontée d'une branche de chène et d'une palme d'argent passées en sautoir dans un anneau d'or |
|        | Anguissola (Cremona) spaccato indentato di rosso e d'argento alias d'azzurro al drago d'oro (citato in BLCR) Immagine in Blasonario Cremonese (archiviato dall'url originale il 2 marzo 2017). |
|        | Anguissola di San Damiano (Napoli) Titolo: conti inquartato: nel 1º e 4º troncato cuneato d'argento e di rosso; nel 2º e 3º d'azzurro alla biscia d'oro, ondeggiante in palo (citato in SPRE – Vol. I pag. 389 e Vol. IX pag. 218 e in PRTS) troncato inchiavato (4 pezzi) di argento e di rosso - serpente ondeggiante in palo di oro su azzurro (citato in LEOM) |
|        | Anguissola Scotti (Piacenza) inquartato: nel 1º e 4º di rosso a quattro albioni o promontori d'argento; nel 2º e 3º d'azzurro alla banda accompagnata da due stelle, il tutto d'argento (Scotti) (citato in SPRE – Vol. I pag. 390) |
|        | Anguissola Scotti (Piacenza) inquartato: nel 1º e 4º partito: a destra d'azzurro al serpe al naturale; a sinistra troncato dentato d'argento di 4 pezzi e di rosso (Anguissola); nel 2º e 3º d'azzurro alla banda accompagnata da due stelle di sei raggi, il tutto d'argento (Scotti) (citato in SPRE – Vol. I pag. 390 e Vol. IX pag. 219) serpente ondeggiante in palo di argento su azzurro - troncato inchiavato di argento e di rosso (4 pezzi) - banda di argento - 2 stelle (6 raggi) dello stesso poste in sbarra su azzurro (citato in LEOM) |
| \|     | Anguissola-Tedesco-Secco-Comneno (Milano) (FR) Coupé d'un trait parti de deux autres qui font six quartiers au 1 coupé-émanché de quatre pièces d'argent sur gueules (Anguissola) au 2 de gueules semé de losanges d'or au bras de carnation sortant d'une nuée d'argent mouv du flanc senestre empoignant un peuplier de sinople qui est soutenu d'une dalle carrée d'argent inscrite sur le bord des mots MIT ZEIT en lettres de sable (Tedesco) au 3 de gueules à quatre pals ondés d'argent au 4 d'argent à un lion de gueules couronné d'or tenant une épée d'argent garnie d'or et une bande d'azur ch de trois roses d'argent brochant sur le lion (Secco) au 5 d'argent à un P de sable brochant sur un X du même au 6 d'or à l'aigle éployée de sable tenant de sa griffe dextre une épée et de sa senestre un sceptre et surmontée de la couronne impériale ladite aigle ch d'un écusson ovale d'argent surch de trois cloches d'azur (Comneno) (citato in RIET) |
|        | Angullo (Sicilia) verghettato d'oro, di verde e di rosso (d'oro, a tre verghette di verde alternate a due verghette di rosso ?) (citato in Mango) |
|        | Angullo (Sicilia) d'oro, con cinque pali, i primi 1,3,5 di nero, e gli altri 2 e 4 di rosso (citato in NBSC) (Cenno storico in Famiglie nobili di Sicilia (archiviato dall'url originale il 12 febbraio 2018).) |
|        | Anguselli (la blasonatura non è stata ancora caricata) (citato in UNFE) Immagine nella Biblioteca Estense Universitaria (id. 2891). |
|        | Angussoli (Venezia) (la blasonatura non è stata ancora caricata) (citato in UNFE) Immagine nella Biblioteca Estense Universitaria (id. 5689). |